# João Matos
João Nuno Alves de Matos, noto semplicemente come João Matos (Lisbona, 21 febbraio 1987), è un giocatore di calcio a 5 portoghese.
Con la nazionale portoghese è stato campione del mondo nel 2021 e campione europeo nel 2018 e nel 2022.

## Palmarès

### Club

#### Competizioni nazionali
- Campionato portoghese: 11
Sporting Lisbona: 2005-06, 2009-10, 2010-11, 2012-13, 2013-14, 2015-16, 2016-17, 2017-18, 2020-21, 2021-22, 2022-23

#### Competizioni internazionali
- UEFA Champions League: 2
Sporting Lisbona: 2018-19, 2020-21

### Nazionale
- Campionato mondiale: 1
Lituania 2021
- Campionato d'Europa: 2
Slovenia 2018, Paesi Bassi 2022